# 悉尼交响乐团
悉尼交响乐团（Sydney Symphony Orchestra ）是一支澳大利亚交响乐团，1905年9月30日，一个自称是悉尼交响乐团的组织举办了第一场音乐会。这个乐团是由音乐家联合会赞助，成员来自音乐家。1908年，音乐家与商界和法律界的领军人物開始定期组织音乐会。1908年到1917年，自称为悉尼交响乐团的组织举办了47场音乐会。自1973年悉尼歌剧院开幕以来，該歌劇院一直是悉尼交响乐团主场音乐厅。

## 外部鏈接
- Sydney Symphony official website （页面存档备份，存于）
- 悉尼交响乐团在Allmusic上的頁面
- Audio file of the Sydney Symphony Orchestra performing at the 'Sydney Opera House Opening Concert' in 1973 （页面存档备份，存于） on Australian Screen. The recording was added to the 澳大利亞國立影片與聲音檔案館's Sounds of Australia（英语：Sounds of Australia） registry in 2010.